# The Chaos Engine
The Chaos Engine es un videojuego Matamarcianos desarrollado por The Bitmap Brothers y publicado por Renegade Software en 1993. Fue un juego producido originalmente para computadoras Commodore Amiga con AGA chipset, después se lanzó una versión para las antiguas máquinas equipadas con el chipset ECS. Luego fue adaptado al MS-DOS, Super Nintendo Entertainment System, Atari ST, AmigaCD32, Acorn Archimedes y Mega Drive. La versión para el mercado de los Estados Unidos fue llamado Soldiers of Fortune y el personaje principal era un sacerdote que se cambió de nombre y se convirtió en científico. El juego tuvo una secuela, llamada The Chaos Engine 2, distribuido en 1996.

## Trama
El escenario es la era victoriana en Inglaterra. El trasfondo del juego tiene algunas similitudes con la novela de William Gibson y Bruce Sterling, La máquina diferencial, también situado en una época en la historia victoriana alternativa.
Un viajero en el tiempo en una misión de reconocimiento de un futuro lejano se quedó atrapado en la Inglaterra de finales de 1800, y su tecnología llegó a las manos de la Royal Society, dirigida por el barón Fortesque (sobre la base de Charles Babbage), un gran inventor. Fortesque, a continuación, utiliza la ingeniería inversa en muchos de los artilugios futuristas, creando uno totalmente diferente, una línea de tiempo alternativa.
El barón Fortesque, a continuación, tuvo éxito en su más grande creación aún - el Motor de Caos - que era capaz de experimentar con la materia y la naturaleza misma del espacio y el tiempo. Por desgracia para el resto del reino orgulloso, el Motor de entonces pasó a convertirse en una máquina consciente que capturó y asimiló la forma de su creador, y luego comenzó a cambiar el campo para lo peor. Viles monstruos y autómatas destructivos aparecían por todas partes, e incluso bestias prehistóricas fueron resucitadas. Cables de conexión de telegramas de las islas británicas al continente europeo se cortaron, y todo buque que intentaba entrar en un puerto británico era atacado. La familia real británica, junto con los miembros del Parlamento y un gran número de refugiados lograron escapar a través del mar, llevando consigo muchos cuentos de horror. El imperio británico se queda en ruinas, y, como consecuencia, el mundo tuvo caos económico y político. Esto atrae a un gran número de mercenarios en una misión potencialmente rentable para infiltrarse en la Gran Bretaña, encontrar la raíz del problema y rápidamente poner punto final a la misma.
La secuencia introductoria se muestran en texto en la pantalla en el disquete basado en Amiga, pero una versión ligeramente modificada es narrada con una voz en off en la versión de AmigaCD32, junto con algunas animaciones puesta en escena.

## Personajes
Los jugadores pueden elegir dos mercenarios de un grupo de seis a asumir la tarea de derrotar al loco barón Fortesquey el Motor de Caos. Los personajes tienen cualidades diferentes que afectan a la jugabilidad, como por ejemplo, la velocidad y capacidad de combate. En el modo para un jugador, la inteligencia artificial de la computadora controla el segundo jugador, por lo que uno nunca tiene que luchar contra el caos solo.

## Niveles de juego
Hay cuatro mundos, cada uno consta de cuatro niveles. Los mundos (en orden de visitas) son "Bosque", "Talleres", "Mansión Fortesque", y "Alcantarillas", cada uno con su propia dinámica de puntuación de la música industrial. Los jugadores deben recorrer a través de cada nivel, recogiendo power-ups, oro y las llaves para pasar a través de los diversos puzles y laberintos. Una serie de "nodos" debe ser activado a través de fuego del arma para abrir las puertas finales al final del nivel. Rutas secretas y objetos escondidos son abundantes a lo largo del camino. Al final de cada segundo nivel, el jugador tiene la oportunidad de gastar sus riquezas recogidos para mejorar sus armas, aumentar el número de puntos de vida de su personaje, comprar artículos nuevos y mejorar los atributos de otros personajes. Por último, al final del "Alcantarillas", los jugadores se enfrentarán a la Motor de Caos en una última batalla. Tras su destrucción, el narrador del juego se revela como el propio barón, atrapado dentro de la máquina y tachonada con los implantes.

## Desarrollo
Entre los desarrolladores son incluidos Steve Cargill, Simon Knight, Dan Malone, Mathews Eric y Mike Montgomery. Joi compuso el tema del título y Richard Joseph compuso los demás temas en el juego.

## Versión beta
Una primera versión del juego fue visto de antemano en el programa de televisión británico GamesMaster, y algunas capturas de pantalla aparecieron en revistas de Amiga de la época. La primera versión se informa "que se ejecuta en un Amiga 3000" y contó con la acción simultánea de tres jugadores.

## Premios
- Premios SEGA 1994: Mejor Juego de Acción.
- Premios SEGA 1994: Mejor Juego de la 3.ª Parte del Año.
- POWERPLAY: Juego Multijugador del Año.